# Jaak Pijpen
Jaak Pijpen (Leuven, 2 augustus 1952) is een Belgische advocaat, politicus en mediafiguur. Hij werd vooral bekend als verslaggever in de paardensport.

## Biografie
Jaak Pijpen studeerde Rechten en Filosofie in Leuven. Hij ging aan de slag als advocaat en werd zaakvoerder van zijn advocatenkantoor.
In 1975 werd hij paardensportverslaggever voor de Standaardgroep. Twee jaar later werd hij ook paardensportjournalist voor televisie, en volgde Wies Andersen op bij de openbare omroep BRT. De volgende jaren werkte hij daar ook mee voor andere sporten. In de loop van de jaren 80 en begin jaren 90 verscheen hij meermaals per week op televisie met een korte rubriek waarin hij prognoses maakte voor de paardenwedrennen (Tiercé, Quarté en Top 5), wat hij later ook bleef doen voor Het Laatste Nieuws en teletekst op de VRT.
In die periode verscheen Pijpen ook in verscheidene andere programma's op de openbare omroep. In het programma Met zicht op zee van Carl Huybrechts had hij een rol als butler. Hij was co-presentator met Mark Uytterhoeven in Knipoog en presenteerde De neus van Pinokkio. In 1988 speelde hij zichzelf in de "De Zaak Pijpen", een tweedelige aflevering van de jeugdserie Postbus X. Hij was regelmatig panellid of speler in de programma's De Drie Wijzen en Zeg eens euh!. In 1992 won hij een Gouden Bertje voor de grootste blooper van het jaar. In 1997 werd Pijpen gastpresentator bij Radio Donna, waar hij onder meer te horen was in De Schone en het Beest met Mieke Scheldeman en Nogal Wietes. In 1997 speelde hij een gastrol in de kinderserie Samson & Gert als Gezant van de Koning in de aflevering 'De Restaurants'.
Vanaf halverwege de jaren 90 verscheen hij nog regelmatig als gast in diverse televisieprogramma's. Hij werkte ook mee aan dierenprogramma's op verschillende zenders. In 2005 nam hij deel aan Stanley's Route op VT4, een survivalprogramma met BV's. In 2007 en 2008 was hij juryvoorzitter van het VTM-programma Superhond. In 1999 werd Pijpen hoofdredacteur van de magazines Woef en Wouf.
Pijpen is ook politiek actief. Hij werd in 1984 woordvoerder van PVV-minister Jacky Buchmann. Hij was ook actief in de gemeentepolitiek. In 1988 werd hij gemeenteraadslid bij de oppositie in Hoeilaart. Bij de volgende verkiezingen, in 1994 en in 2000, werd hij telkens herverkozen als gemeenteraadslid voor de oppositie voor PVV-opvolger VLD. In 2000 werd hij ook voor de provincieraad van Vlaams-Brabant verkozen en verliet daarom in 2001 de gemeenteraad. In 2006 en 2012 werd hij herverkozen voor de provincieraad voor de Vlaamse liberalen.
In 2008 had hij een gastrol als wedstrijdomroeper in de serie Amika.
Pijpen is de oom van de zanger Gotye.
In juli 2018 werd Jaak Pijpen merkambassadeur van Mustangchain, een cryptomuntproject dat deel uitmaakt van Vechain.